# Otto Tiehsen
Otto Tiehsen (Dantzig, ara Gdańsk, 15 d'octubre de 1817 - 15 de maig de 1849) fou un compositor alemany.
Va fer els seus estudis musicals en la Reial Acadèmia de Belles Arts de Berlín, on aconseguí diversos premis. Fixà la seva residència en aquella capital, on es feu popular, ja que les seves peces aviat foren del domini públic i fou considerat com l'autor en voga. Un aneurisma posà fi als seus dies quan estava en la flor de la seva vida i en la plenitud del seu art.
Les seves obres principals són: 
- Kyrie et Gloria, a 6 veus soles i cors (aquesta obra fou premiada per la Reial Acadèmia de Belles Arts el 1839;
- Cantata per Nadal, per a soprano i cor a 6 veus;
- Crucifixus, a 6 veus;
- Annette, òpera còmica en un acte, representada en el Teatre Reial de Berlín el 26 de desembre.
- 16 melodies i un gran nombre de lieder, duets vocals, etc.